# Гортензия крупнолистная
Горте́нзия крупноли́стная или садовая, или гидра́нгия крупноли́стная (лат. Hydrángea macrophýlla) — красиво цветущий широколиственный кустарник, вид растений рода гортензия (Hydrangea), семейства Гидрангиевые (Hydrangeaceae). Выведено множество сортов. Широко используется в декоративном цветоводстве как садовое растение в регионах с мягкими зимами или как оранжерейная, срезочная и горшечная культура, поскольку для успешной зимовки ей требуется температуры +5...+8 °C, которые сложно обеспечить в условиях квартиры или в открытом грунте средней полосы России. 

## Описание

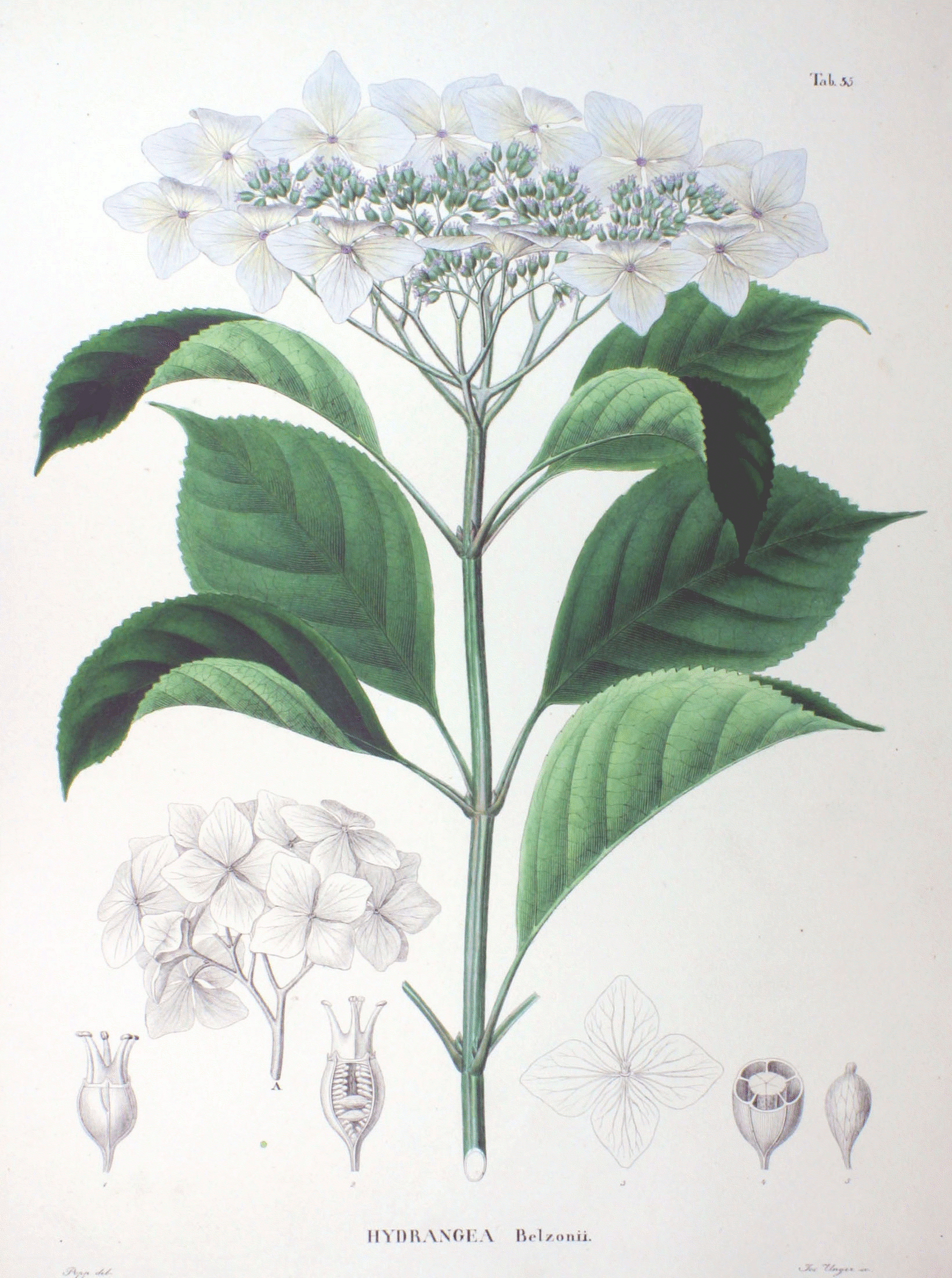
Гортензия крупнолистная. Ботаническая иллюстрация из книги Зибольда и Цуккарини Flora Japonica (Sectio Prima), 1870

Гортензия крупнолистная — кустарник, достигает в высоту 4 м. 
Листья — простые, яйцевидные, ярко-зелёного цвета. 
Цветки собраны в щитки диаметром 10—15 см, с крупными, достигающими 3 см в диаметре, розовыми бесплодными цветками по краям. 
У культурных форм соцветия достигают 20 см в диаметре; цветки розового, белого или голубого цвета.

## Применение
Прекрасное декоративное растение для садов и парков. Примечательно обильным цветением, формой куста.
Широко используется как горшочное комнатное растение.

## В культуре

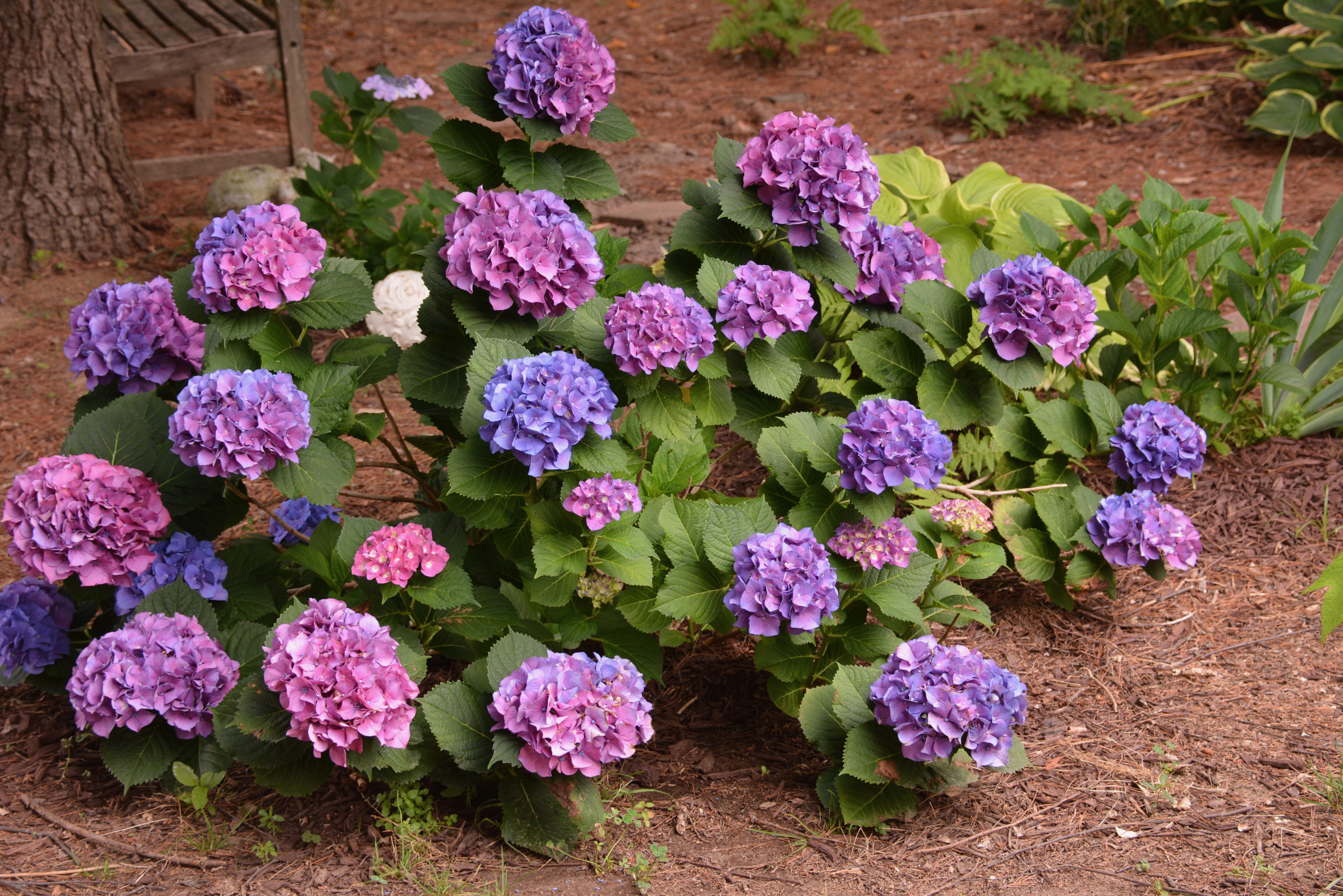
Сорт 'Merritt's Supreme'. Окраска соцветий гортензии меняется от розового до голубого в зависимости от pH грунта.

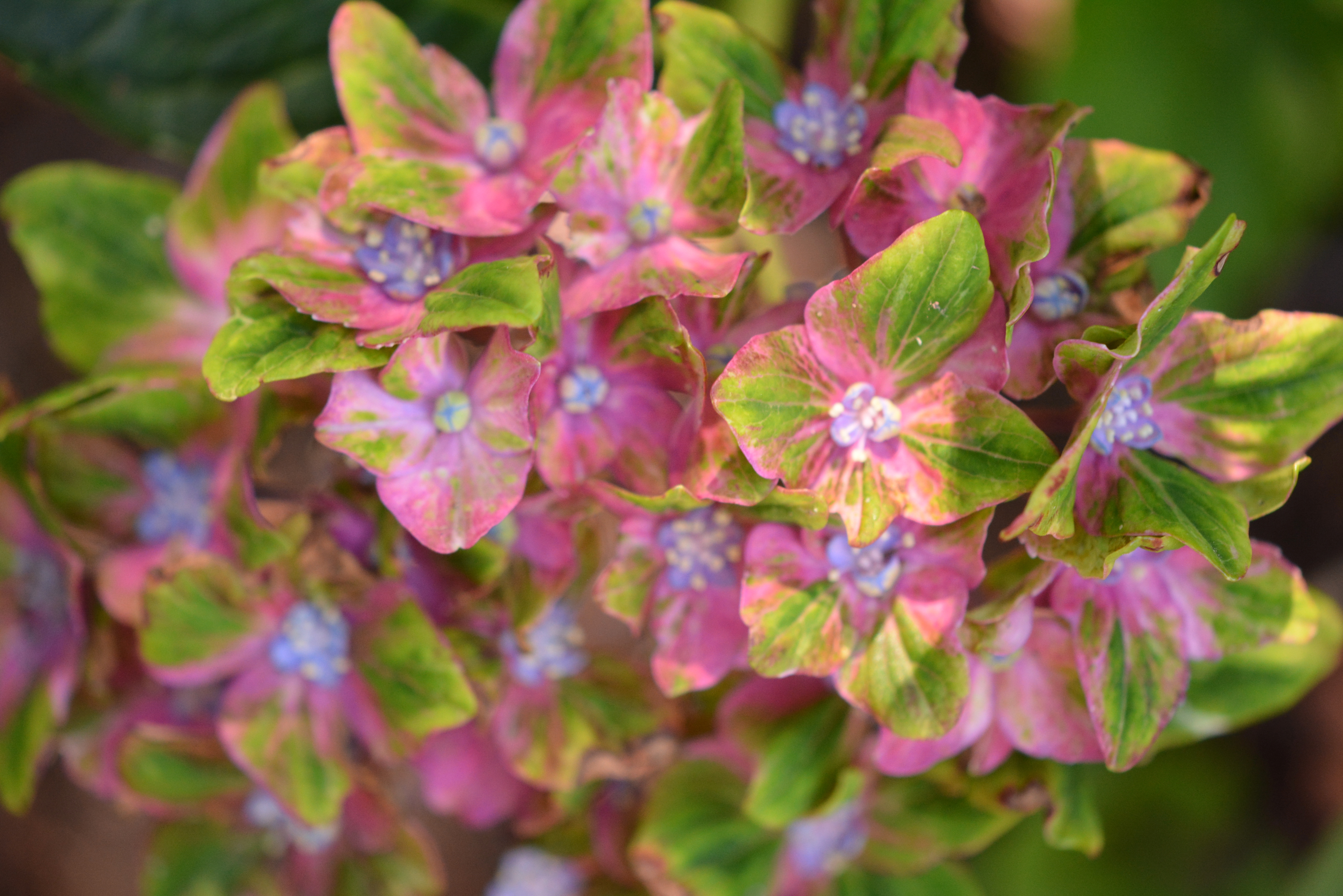
Существуют сорта, у которых окраска цветков меняется со временем

Гортензия крупнолистная относительно светолюбива, её можно высаживать в условиях лёгкой полутени, однако чем меньше света, тем позже наступает цветение и тем меньше соцветий. Почва предпочтительнее слабо- или среднекислая (рН 5,5); один из составов: листовая, дерновая земля, торф и песок в соотношении 1:1:1:1. На щелочной почве гортензия страдает хлорозом (листья начинают желтеть). Во избежание хлороза один раз в 10 дней осуществляется полив раствором солей, содержащих железо.
В зависимости от кислотности почв можно менять окраску цветков. При слабощелочной реакции среды они розовые, при кислой меняют цвет на голубой или синий. Для получения голубых и синих соцветий необходимо вносить в почву каждые две недели соли железа и квасцы: 3—5 алюмокалиевых или аммиачно-калиевых квасцов на 1 л воды. Для одного растения надо 2 л такого раствора. Для ускорения цветения растение дважды опрыскивают водным раствором гиббереллинов с интервалом 4—7 дней в концентрации 50 мг/л. Тогда гортензия зацветает на 2—4 недели раньше. Этот приём повышает и декоративность растений. Цветки становятся крупнее, и их бывает больше. Обработку растений проводят при достижении соцветиями 2—4 см.
Растёт быстро, теплолюбива, требовательна к почве и влаге, не переносит извести. Мирится с небольшим затенением, маломорозостойка (до −18 °C).
Легко размножается делением куста и зелёными черенками. В России гортензия крупнолистная растёт в открытом грунте только на юге. При культивировании в оранжерее или в комнате в самом конце вегетации, когда гортензия начинает сбрасывать листья, побеги надо коротко срезать.
Зимой, в период покоя растения держат в прохладном, но незамерзающем помещении (+5 °C), а в конце зимы, когда набухают почки, переносят в более тёплое и светлое помещение, но без прямых солнечных лучей. Также этот вид можно культивировать в виде контейнерной культуры, которая содержится на открытом воздухе только в летнее время года.
В последнее время с развитием агротехники и потеплением климата гортензию крупнолистную начали культивировать в открытом грунте средней полосы России. У садовой гортензии соцветия образуются на прошлогодних побегах. Поэтому основная проблема — сохранить их целиком, чтобы цветочные почки не вымерзли и не выпрели. Способы укрытия такие же, как и для роз. Среди сортов гортензии садовой есть более зимостойкие сорта и те, что могут выращиваться в средней полосе России только с занесением растений на зиму в помещение. Даже относительно зимостойкие сорта гортензии садовой из-за особенностей микроклимата могут расти и цвести далеко не на всех участках.
Кусты гортензии крупнолистной лучше переносят морозы, если осенью получили достаточное количество влаги. Цветки и листья крупнолистных гортензий гибнут даже при слабых ночных заморозках, поэтому укрывать их рекомендуется уже во второй половине октября. Укрыть кусты от кратковременных заморозков можно лутрасилом и парниковой плёнкой, обязательно в два слоя. На зиму растения окучиваются у основания торфом, ветви пригибаются к земле и засыпаются сухими листьями, лапником.

## Некоторые сорта

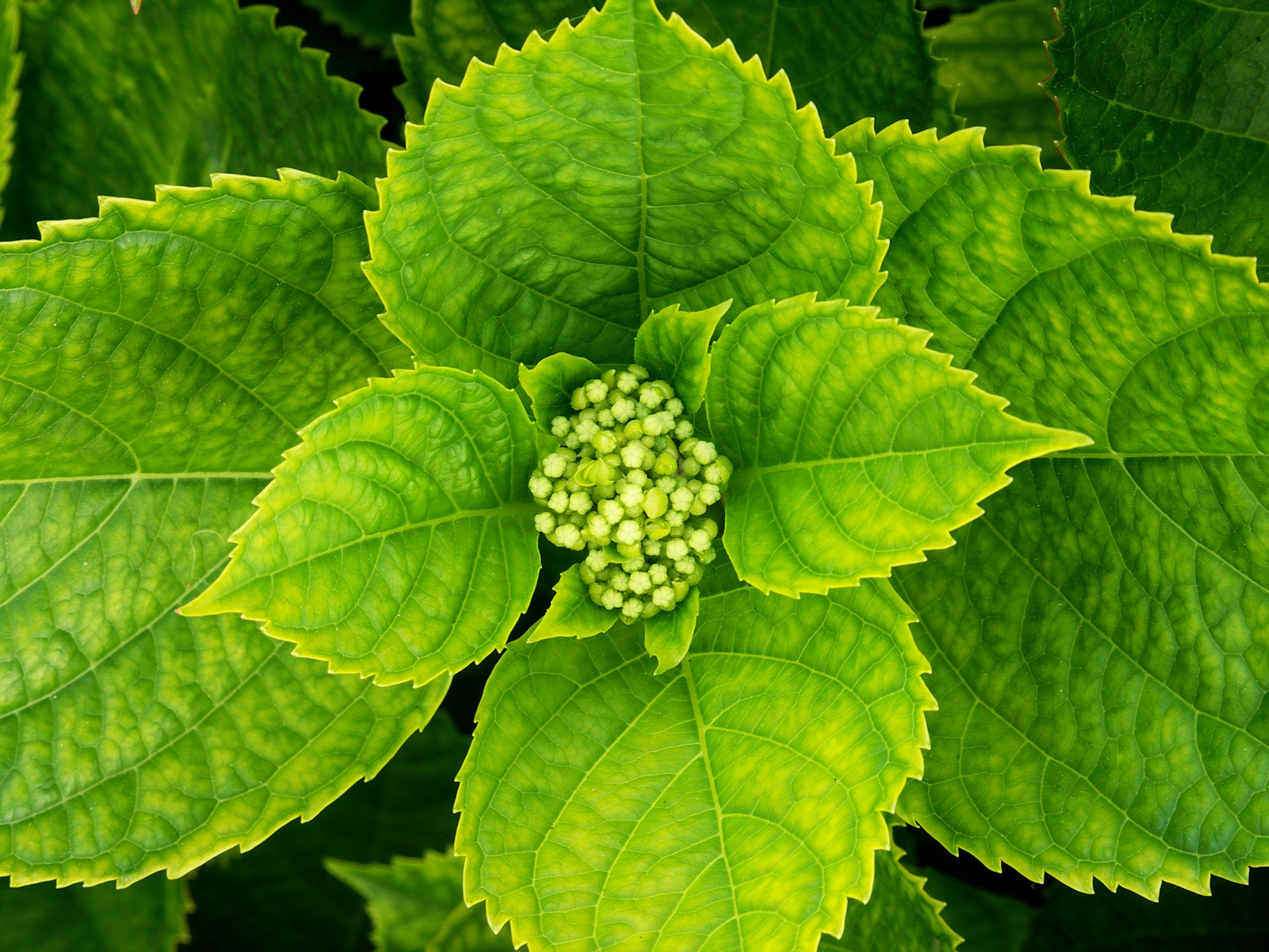
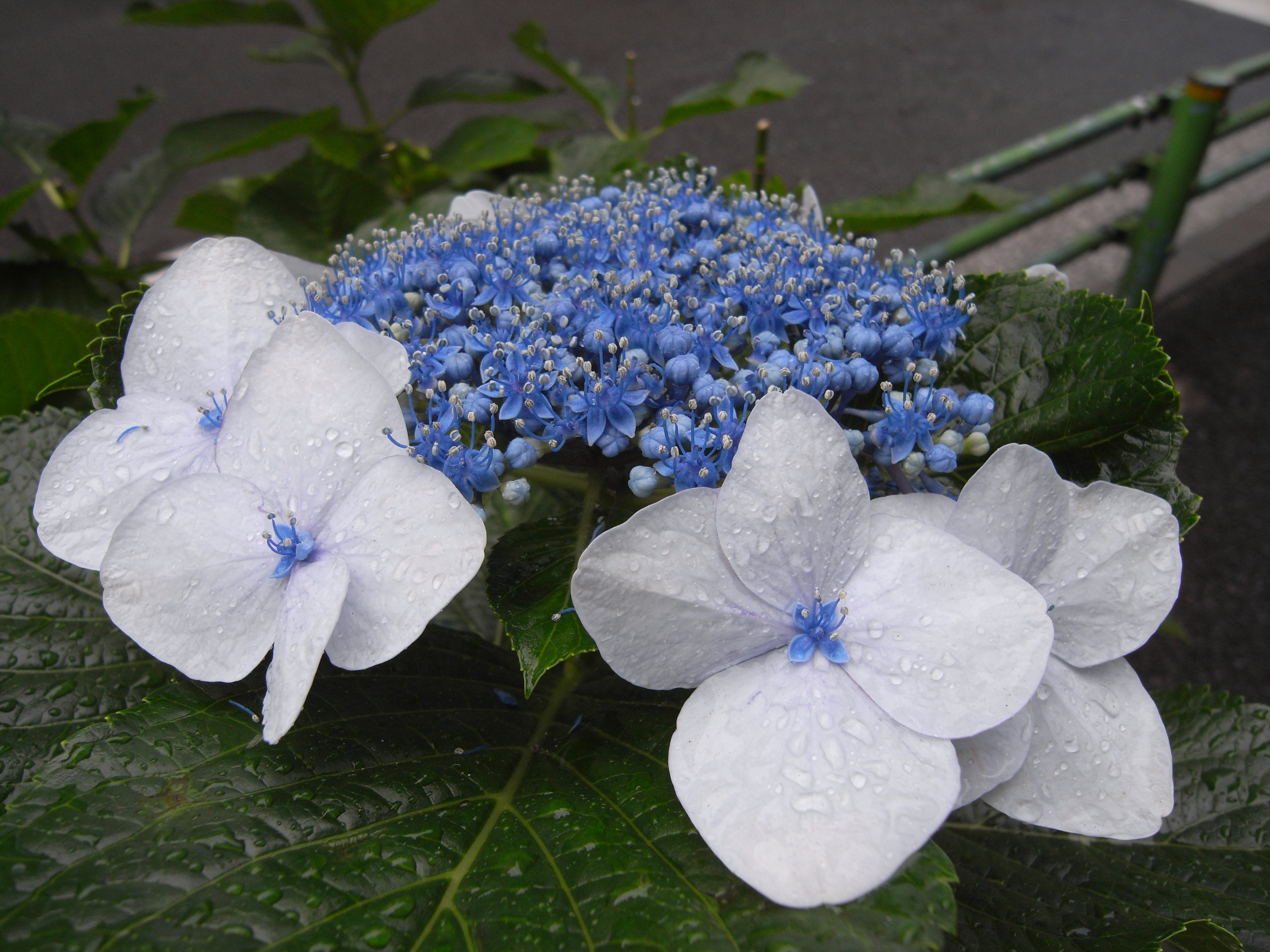
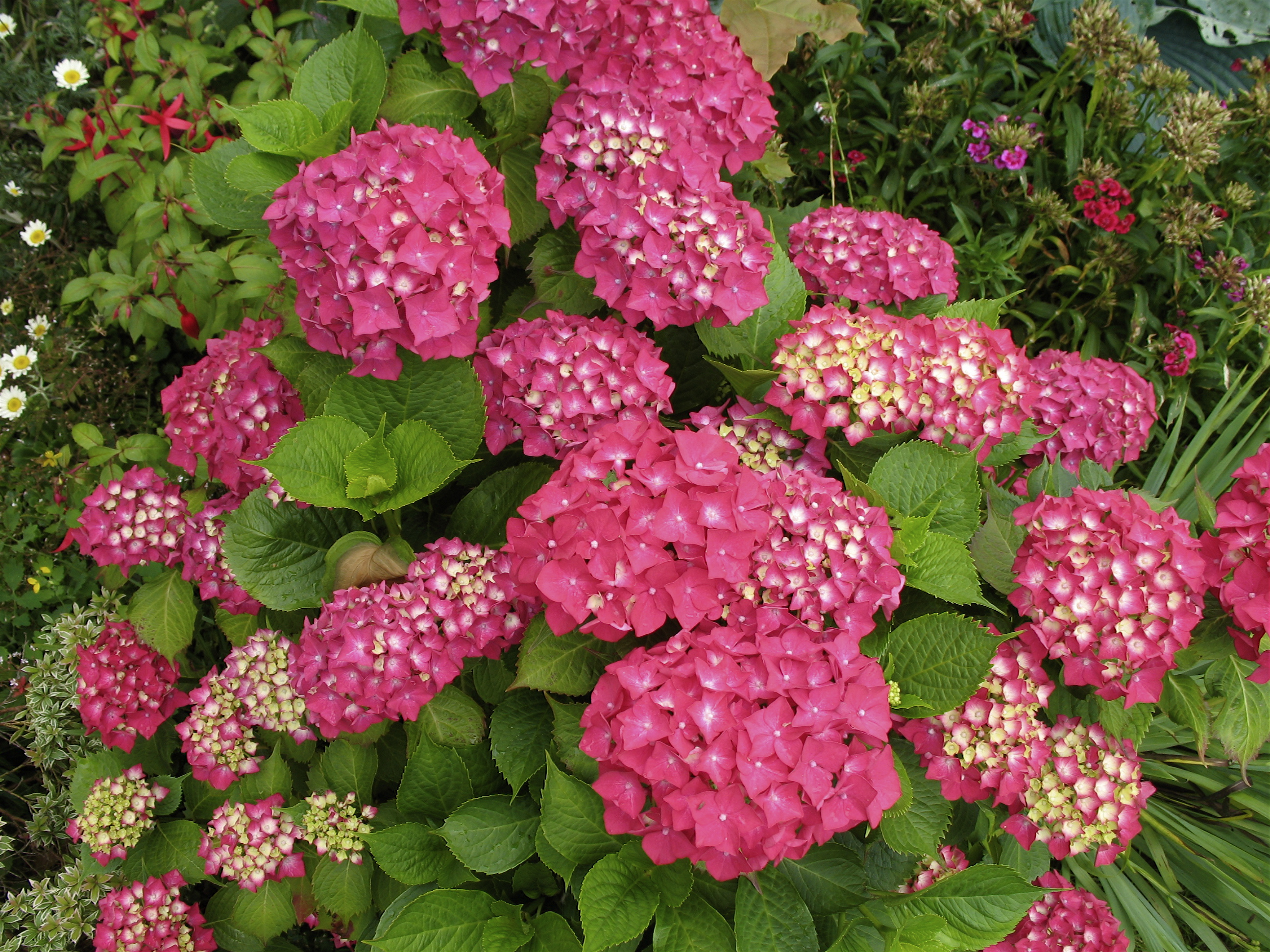
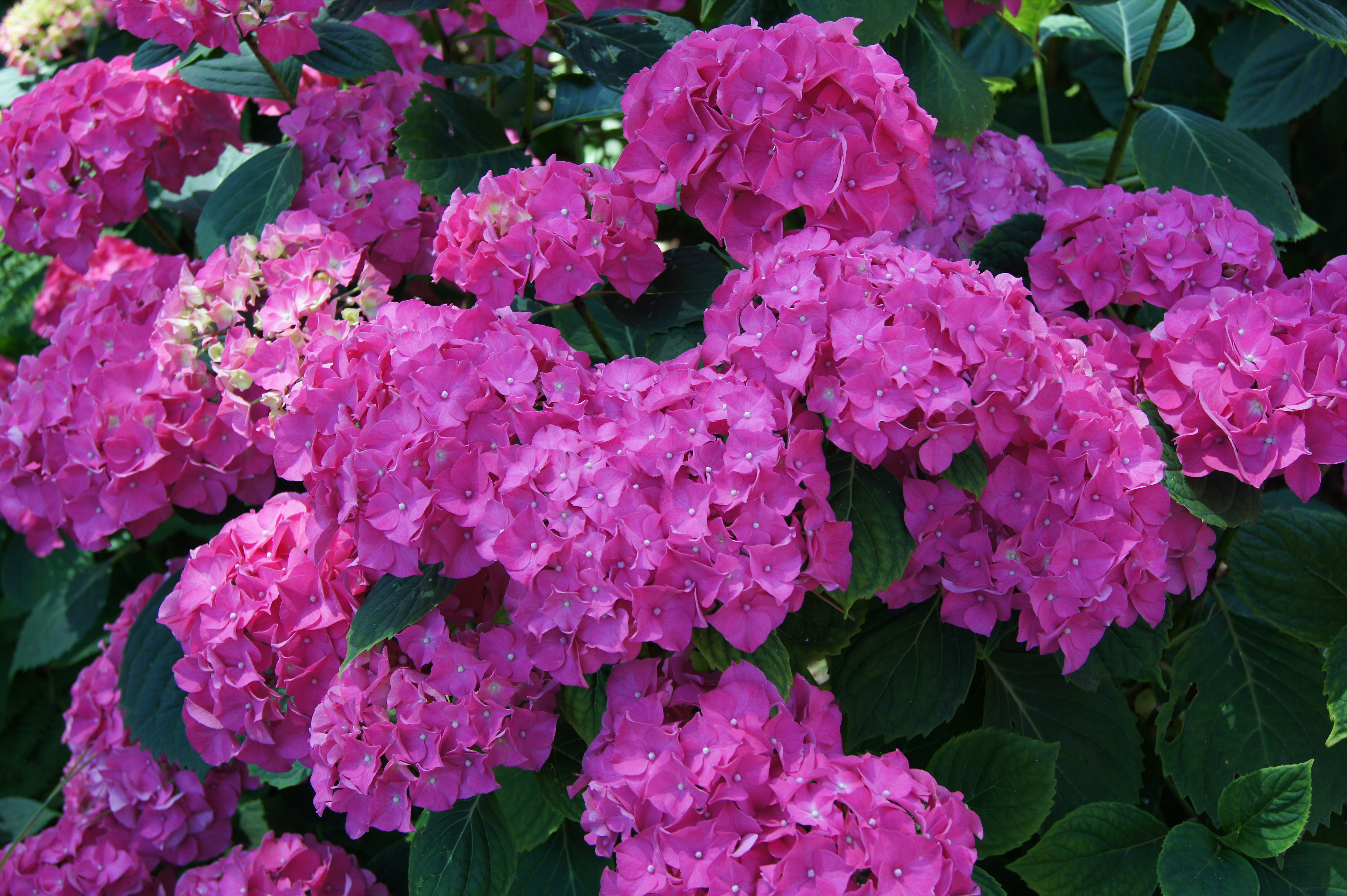

- 'Nikko Blue'. Диаметр куста 120—180 см. Цветёт в июле-августе на прошлогодних побегах. Цветки голубые в кислой почве, розовые в щелочной почве. Зоны морозостойкости: 6—8 (можно выращивать в 5 зоне при организации зимнего укрытия). Место посадки — полутень[10].

## Hydrangea serrata
В горных районах Кореи и Японии произрастает подвид гортензии Hydrangea serrata, называемый  горной гортензией или райским чаем. Уникальной особенностью чая из H.serrata является то, что он препятствует ожирению, ингибируя адипогенез в белой жировой ткани и в печени, а также изменяя микробиом кишечника. Кроме того, чай из H. serrata повышает выносливость при физической нагрузке, поддерживает массу и функциональность скелетных мышц.
По данным доклинических исследований экстракт листьев H.serrata может быть использован в качестве эффективного дополнительного препарата для лечения аллергических воспалительных заболеваний дыхательных путей. Кроме того, водный экстракт H.serrata содержит гидрангенол, который улучшает увлажнение кожи и уменьшает её морщинистость и поэтому может быть использован в косметике для улучшения состояния кожи.